# Editors multimèdia
Un editor multimèdia o sistema d'edició no lineal és un sistema d'edició d'àudio o vídeo capaç de fer modificacions al material original en qualsevol punt.
Alguns exemples d'editors multimèdia:
- Kdenlive
- Kino
- Cinelerra
- Avidemux